# Hóquei no gelo nos Jogos Olímpicos de Inverno da Juventude
O hóquei no gelo é uma das modalidades dos jogos olímpicos de inverno da juventude. Os jogos olímpicos de inverno da juventude teve sua primeira edição em 2012 em Innsbruck na Áustria e acontece de quatro em quatro anos. 

## Partida mais marcante
Sua partida mais marcante foi em 2020 quando os jogos foram em Lausanne na Suíça. Na final do hóquei feminino se enfrentavam Japão e Suécia. A equipe japonesa perdia por 1-0 quando para surpresa de muitos, a Suécia sofreu uma virada por 4-1 ficando com a medalha de prata.

## Fonte
Autor: (2020)